# 天長フェリー

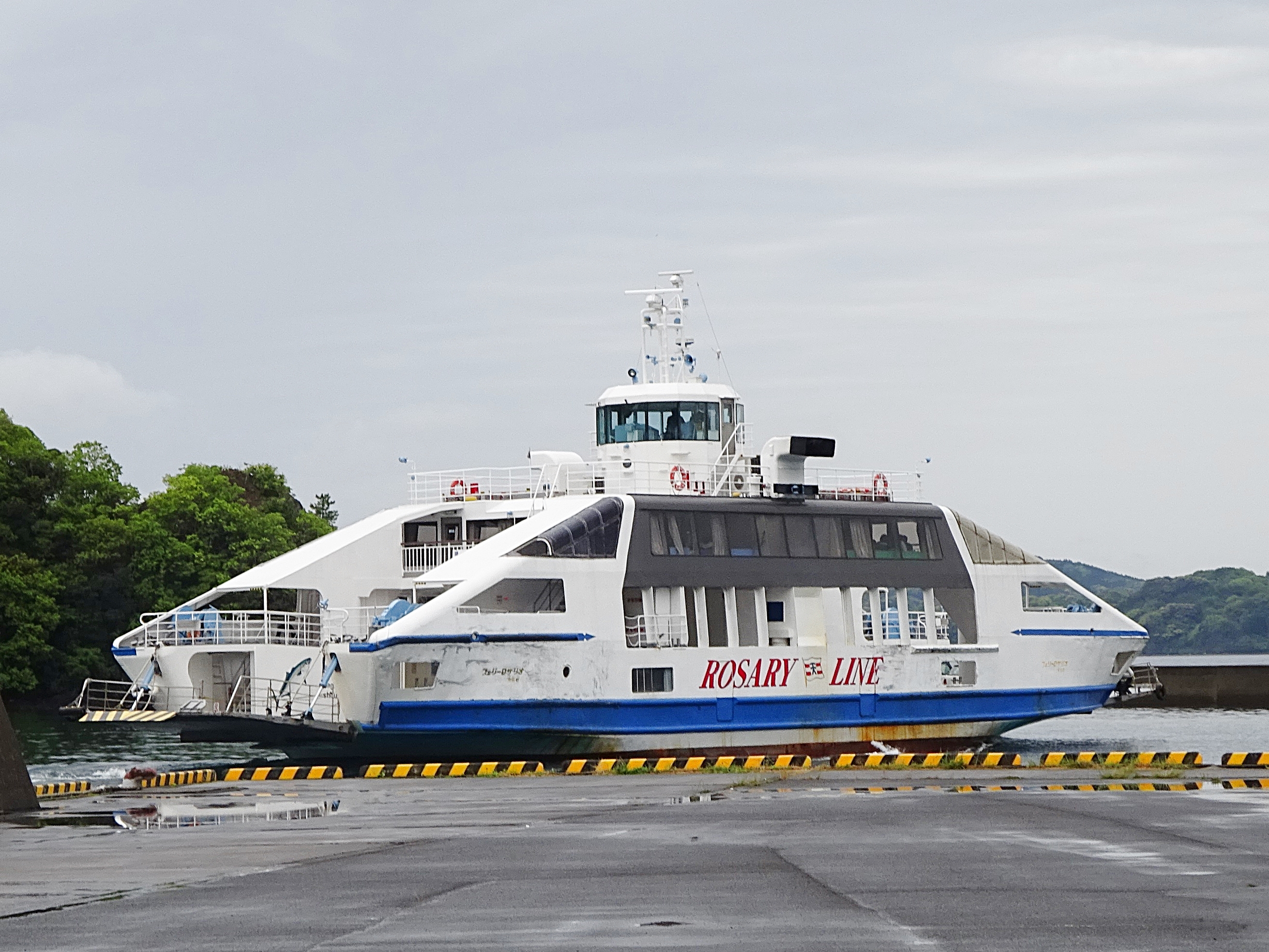
天長フェリー「ロザリオ」

天長フェリー （てんちょうフェリー）は、鹿児島県長島町の諸浦港（しょうらこう）から鹿児島県長島町の獅子島にある片側港（かたそばこう）を経由し熊本県天草市の中田港とを結ぶフェリー会社。天草市と長島町、経営者による第三セクターである。天草の「天」と長島の「長」を繋げた命名となっている。

## 概要
諸浦港 - 片側港 - 中田港間に300tクラスのフェリー、ロザリオ・カームが就航しており、2024年2月の時点で諸浦・中田間を5往復、また諸浦・片側間を3往復している。（所要時間55分（片側港を経由しない便は35分）、諸浦-片側間20分、片側-中田間30分）
三和商船と並んで、長崎県から島鉄フェリーを用い熊本県天草諸島を経て鹿児島県に至るフェリー経路となっている。

## 事務所
- 諸浦港：鹿児島県出水郡長島町諸浦1188-8（天長フェリー）
  - 北緯32度15分19.8秒 東経130度11分0.2秒 / 北緯32.255500度 東経130.183389度
- 片側港：鹿児島県出水郡長島町獅子島118-4
  - 北緯32度16分42.2秒 東経130度12分57.3秒 / 北緯32.278389度 東経130.215917度
- 中田港：熊本県天草市新和町小宮地8918-2
  - 北緯32度19分46.3秒 東経130度9分51.4秒 / 北緯32.329528度 東経130.164278度

## 所属船舶
- フェリーロザリオ
1987年12月竣工、1997年12月就航(買船)、中谷造船建造、330総トン、全長38.5m、幅10.6m、機関出力1,200ps、航海速力11ノット、船客定員300人、大型車9台。もと瀬戸内海汽船「ザ・アート87-1号」[1]
同船は、ロザリオ・カームの就航後は片側港内に係留されている。

- ロザリオ・カーム
2022年12月竣工、前畑造船建造、295総トン、全長41.6m、幅10.6m、機関出力1,030kW、航海速力11ノット、旅客定員150人。[2]

## 過去の所属船舶
- 天長丸
1972年7月竣工、1978年5月1日就航(買船)、大浦船渠建造、199.54総トン、全長33.10m、幅8.5m、機関出力700ps、航海速力10.69ノット、船客定員235名、乗用車20台。もと大三島フェリー「第二おおみしま」(初代)[3][4]。
- 第三天長丸
1969年2月竣工、備南船舶工業建造、180.74総トン、全長35.00m、幅7.80m、機関出力500ps、航海速力11.57ノット、船客定員174名、3tトラック8台。もと山陽商船「第三さんよう」[5]。